# Dwog
Ein Dwog bzw. Dwog-Horizont (veraltet: „Schwarze Schnur“, „Blauer Strahl“) ist eine ehemalige, humose Geländeoberfläche, die durch Sedimentation überdeckt wurde. Die Bezeichnung wird nur bei Marschböden angewendet. Der Dwoghorizont ist der diagnostische Horizont für die Dwogmarsch.

## Entstehung
Fällt ehemaliger Meeresgrund längere Zeit trocken, so kommt es zur Entwicklung von Marschböden, die einen humosen Oberboden ausbilden. Dieser Vorgang muss nicht zwingend künstlichen Ursprungs sein (Eindeichung), sondern stellt auch einen völlig natürlichen Prozess der Küstenentwicklung dar. Denn genauso wie einige Bereiche durch Sedimentation verlanden, kann es durch Veränderungen des Meeresspiegels oder wiederholte Sturmfluten wieder zu Überflutungen kommen. In diesen Fällen werden die ehemaligen Geländeoberflächen mit neuen Meeresablagerungen überdeckt und es kommt zu einem sedimentationsbedingten Schichtwechsel im Boden.
Wegen der aufgelagerten Schlickdecke konnte es nicht mehr zum vollständigen Umsatz der organischen Substanz kommen. Nach Inkohlung oder Humifizierung liegt es weiter als dunkles Farbband im Boden vor. Die ehemaligen (fossilen) Oberbodenhorizonte sind daher im Profil deutlich sichtbar. Sie werden als Dwog (Mehrzahl: Dwöge) bezeichnet. Weil die Böden der Jungmarschen relativ gut belüftet sind, unterliegt Humus in ihnen einer stärkeren Mineralisation. Dwoghorizonte kommen daher vor allem in Altmarschen vor.
Neben der oben aufgeführten Theorie, die in aktuellen Fachbüchern vertreten wird, existierte in älterer Literatur auch eine zweite Ansicht: Die Anreicherung von Humus in einer bestimmten Lage wurde auf eine stark variierende Luftversorgung während einer kurzen Phase der Sedimentation zurückgeführt. Die Luftverhältnisse wären demnach aerob genug für die Humifizierung aber nicht ausreichend für den vollständigen Abbau. Dies wäre in einem wenig bewegten Ablagerungsbereich mit Sumpfvegetation der Fall. Der Dwog soll demnach keinen fossilen Oberbodenhorizont darstellen, sondern einen fossilen Unterwasserhorizont (Bodentyp Gyttja).

## Dwoghorizonte
In Marschböden folgt auf den humosen Oberboden (Ah-Horizont) stets ein luftversorgter und grundwasserbeeinflusster Unterboden (Go-Horizont). Nach der Überdeckung werden diese als fossil (f) bezeichnet. Der alte Oberboden ist dann ein Humusdwog (fAh). Liegt im alten Go besonders viel Eisen an, so wird er Eisendwog (fGo) genannt. Ein Dwogprofil weist einen Humusdwog und/oder einen Eisendwog auf.

## Eigenschaften
Da Dwöge ehemals begrünte Oberflächen waren, die schlagartig von neuen Ablagerungen überdeckt wurden, finden sich in ihnen noch Reste der alten Vegetations- und Humusschicht. Dies zeigt sich an der dunkelbraunen, blauen bis schwarzen Farbe im sonst bräunlichen Unterboden. Auch eine alte Durchwurzelung ist oft noch erkennbar. In Bohrstöcken und Profilen sind diese charakteristischen dunklen, dünnen Lagen deutlich sichtbar, wodurch die Trivialnamen „Schwarze Schnur“ oder „Blauer Strahl“ erklärbar sind.
Der humusreiche Unterbodenhorizont hat negative Auswirkungen auf die Entwässerung, weshalb Böden mit nah anstehenden Dwögen häufig Staunässe zeigen. Für eine Nutzung muss eine ausreichende Drainage erstellt werden.